# Vaskiluoto
Vaskiluoto (szw. Vasklot) – fińska wyspa w Zatoce Botnickiej o powierzchni 2,5 km², na zachód od centrum miasta Vaasa.
Wärtsilä planuje stworzyć na wyspie Smart Technology Hub i przenieść tam swoje centrum operacyjne z centrum Vaasa.